# Tiffany Gauthier
Pour les articles homonymes, voir Gauthier.
 Tiffany Gauthier, née le 2 décembre 1993 à Saint-Étienne, est une skieuse alpine française. Elle est spécialiste des épreuves de vitesse (descente et super G).

## Biographie

### Débuts
Tiffany est la sœur de Marine Gauthier, double championne du monde junior (descente en 2009 et super G en 2010).
En mars 2009, elle est vice-championne de France cadettes du super G et du slalom géant.
En mars 2010, elle fait ses débuts en Coupe d'Europe sur le super G d'Auron. Le même mois, elle devient championne de France cadettes du combiné et vice-championne de France cadettes du super G.
Elle se blesse au genou en mars 2010, et ne peut reprendre la compétition qu'en Janvier 2012. Elle termine à la 4e place des Championnats de France juniors U21 de slalom géant.
Elle marque ses premiers points en Coupe d'Europe en décembre 2012 sur les 2 descentes de Saint-Moritz (14e de la seconde). En Mars 2013, elle devient vice-championne de France juniors U21 en super G, et termine à la 3e place des Championnats de France juniors U21 en descente et slalom géant.
Au mi-2013 elle accède à l’équipe de France B. Mais elle se blesse à nouveau au genou en juillet 2013, et ne peut reprendre la compétition qu'en décembre 2014. Entre 2010 et 2014, elle aura ainsi subi 5 opérations (dont les ligaments croisés de chaque genou).
Elle dispute sa première épreuve de Coupe du monde le 23 janvier 2016 à Cortina d’Ampezzo en descente. Elle obtient son premier top dix en Coude d'Europe en février 2016, en terminant 8e de la descente de Davos.

### Saison 2016-2017
Elle dispute toutes les épreuves de Coupe du monde de la saison 2016-2017 de super G et parvient à l'issue de cette première saison complète sur le circuit à se glisser dans les 25 premières du classement général du super G. Elle dispute en 2017 ses premiers championnats du monde à Saint-Moritz en descente et super G.
Le 11 avril 2017, elle devient championne de France de descente à  Tignes.

### Saison 2017-2018
Mi-2017, elle accède à l'équipe de France A.
En Janvier 2018, elle frôle par 2 fois le podium en terminant 4ème du Super G, et 4ème de la Descente des épreuves de Coupe du Monde de Bad Kleinkirchheim,.
Elle dispute en 2018 ses premiers Jeux olympiques à Pyeongchang en super G et en descente où elle prend la 13e place, en terminant première française .
Lors des finales de la Coupe du monde à Are, elle se fait une fracture de la main, et doit renoncer aux Championnats de France. Puis, elle subit une opération du genou le 16 avril.
En juillet, elle signe un contrat avec les Douanes.

### Saison 2018-2019
Elle se blesse la cheville en décembre et revient en février pour disputer les championnats du monde à Åre en Suède. Elle y prend la 23e place du Super G et la 26e place de la descente.
Le 23 février, elle est victime d'une blessure au genou sur la descente de Crans-Montana, et elle met fin prématurément à sa saison .

### Saison 2019-2020
Le 3 décembre à Lake Louise, elle se blesse à nouveau le genou (ménisque) dès le premier entrainement de la premiere descente de la saison.
Pour son retour à la compétition le 24 janvier, elle réalise une performance encourageante en prenant la 16e place de la descente de Bansko.
Le 9 février, elle réussit une incroyable performance en prenant la 4e place du super G de Garmisch-Partenkirchen sur une piste difficile qu'elle n'affectionne pas,. Elle termine à seulement un centième de la 3e marche du podium occupée par Wendy Holdener. Elle égale ainsi ses meilleurs résultats en Coupe du monde à ce jour, obtenus il y a 2 ans à Bad Kleinkirchheim.
Sa saison prend fin à la fin du mois de février en raison de l’arrêt des compétitions de ski dû à la pandémie de maladie à coronavirus.

### Saison 2020-2021
Elle obtient fin décembre une 12e place encourageante dans le super G de Val d'Isère. Le 30 janvier elle réalise un nouveau top-10 en prenant la 10e place du super G de Garmisch-Partenkirchen. .
En février, elle dispute à Cortina d'Ampezzo ses 3e championnats du monde. Elle y prend la 21e place du super G et la 23e place de la descente.
Elle termine sa saison de Coupe du monde à la 19e place du classement du super G. Fin mars elle prend la 4e place des championnats de France de super G à Châtel.

### Saison 2021-2022
En décembre elle obtient son meilleur résultat de la saison en prenant la 11e place de l'épreuve de super G de Saint-Moritz.
Elle dispute ses seconds Jeux olympiques, à Pékin. Elle y prend la 28e place du super G. Fin février elle met fin à sa saison, toujours en difficulté avec ses genoux.
A 28 ans, elle met fin à sa carrière le 8 avril 2022.

Elle est étudiante à l'université de Savoie.

## Palmarès

### Jeux olympiques
| Édition / Epreuve   | Descente | Super G |
| ------------------- | -------- | ------- |
| JO 2018 Pyeongchang | 13e      | 22e     |
| JO 2022 Pékin       | Abandon  | 28e     |

### Championnats du monde
| Édition / Epreuve               | Descente | Super G |
| Mondiaux 2017 Saint-Moritz      | 25e      | 23e     |
| Mondiaux 2019 Åre               | 26e      | 23e     |
| Mondiaux 2021 Cortina d'Ampezzo | 23e      | 21e     |

### Coupe du monde
- Meilleur classement général : 37e en 2017-2018.
- Meilleur classement de super G : 19e en 2020-2021.
- Meilleur classement de descente : 23e en 2017-2018.

- Meilleur résultat sur une épreuve de Coupe du monde de super G : 4e à Bad Kleinkirchheim le 13 janvier 2018 et à Garmisch-Partenkirchen le 9 février 2020.
- Meilleur résultat sur une épreuve de Coupe du monde de descente : 4e à Bad Kleinkirchheim le 14 janvier 2018.

#### Classements
| Saison / Épreuve | Saison / Épreuve | Général | Général | Descente | Descente | Super G | Super G | Slalom géant | Slalom géant | Slalom | Slalom | Combiné | Combiné |
| ---------------- | ---------------- | ------- | ------- | -------- | -------- | ------- | ------- | ------------ | ------------ | ------ | ------ | ------- | ------- |
| Saison / Épreuve | Saison / Épreuve | Class.  | Points  | Class.   | Points   | Class.  | Points  | Class.       | Points       | Class. | Points | Class.  | Points  |
| 2017             | 2017             | 72e     | 81      | 43e      | 17       | 25e     | 64      | -            | -            | -      | -      | -       | -       |
| 2018             | 2018             | 37e     | 201     | 23e      | 93       | 20e     | 108     | -            | -            | -      | -      | -       | -       |
| 2019             | 2019             | 85e     | 39      | 39e      | 23       | 37e     | 16      | -            | -            | -      | -      | -       | -       |
| 2020             | 2020             | 51e     | 120     | 31e      | 47       | 23e     | 73      | -            | -            | -      | -      | -       | -       |
| 2021             | 2021             | 53e     | 101     | 34e      | 23       | 19e     | 78      | -            | -            | -      | -      | -       | -       |
| 2022             | 2022             | 75e     | 65      | 42e      | 8        | 29e     | 57      | -            | -            | -      | -      | -       | -       |

### Championnats de France

#### Élite
En 2017, elle est championne de France de descente, et vice-championne de France de super G.
| Édition / Epreuve                          | Descente | Super-G | Slalom géant | Slalom  | Super combiné |
| ------------------------------------------ | -------- | ------- | ------------ | ------- | ------------- |
| Championnats 2009 Lélex/Vars               | -        | 18e     | 46e          | Abandon | -             |
| Championnats 2010 Les Menuires             | Abandon  | -       | Abandon      | -       | -             |
| Championnats 2011 Mont-Dore/Tignes         | -        | -       | -            | -       | -             |
| Championnats 2012 L'Alpe d'Huez            | Abandon  | 13e     | 13e          | -       | Abandon       |
| Championnats 2013 Peyragudes               | 6e       | 4e      | 7e           | Abandon | -             |
| Championnats 2014 Méribel                  | -        | -       | -            | -       | -             |
| Championnats 2015 Tignes/Serre-Chevalier   | -        | 6e      | Abandon      | -       | -             |
| Championnats 2016 Les Menuires             | 10e      | 5e      | 9e           | -       | -             |
| Championnats 2017 Tignes/Val Thorens/Lélex | Or       | Argent  | Abandon      | -       | Abandon       |
| Championnats 2018 & 2019 Châtel & Auron    | -        | -       | -            | -       | -             |
| Championnats 2020 Val Thorens              | annulée  | annulé  | annulé       | annulé  | annulé'       |
| Championnats 2021 Châtel                   | Abandon  | 4e      | -            | -       | -             |

#### Jeunes
1 titre de Championne de France

##### Juniors U21 (moins de 21 ans)
2013 à Peyragudes :
- Vice-championne de France de super G
- 3e aux Championnats de France de descente.
- 3e aux Championnats de France de slalom géant.

##### Cadettes (moins de 17 ans)
2010 à Pra-Loup :
- Championne de France de super combiné.
- Vice-championne de France de super G.

2009 :
- Vice-championne de France de super G au Grand-Bornand.
- Vice-championne de France de slalom géant à La Clusaz.

### Coupe d'Europe
- 3 top dix.

#### Classements
| Saison / Épreuve | Saison / Épreuve | Général | Général | Descente | Descente | Super G | Super G | Slalom géant | Slalom géant | Slalom | Slalom | Combiné | Combiné |
| ---------------- | ---------------- | ------- | ------- | -------- | -------- | ------- | ------- | ------------ | ------------ | ------ | ------ | ------- | ------- |
| Saison / Épreuve | Saison / Épreuve | Class.  | Points  | Class.   | Points   | Class.  | Points  | Class.       | Points       | Class. | Points | Class.  | Points  |
| 2013             | 2013             | 128e    | 23      | 38e      | 23       | -       | -       | -            | -            | -      | -      | -       | -       |
| 2016             | 2016             | 56e     | 157     | 21e      | 79       | 21e     | 49      | -            | -            | -      | -      | 18e     | 29      |
| 2017             | 2017             | 118e    | 29      | -        | -        | 37e     | 29      | -            | -            | -      | -      | -       | -       |
| 2019             | 2019             | 151e    | 16      | 50e      | 16       | -       | -       | -            | -            | -      | -      | -       | -       |